# モンフォール＝ラモーリー
モンフォール＝ラモーリー （Montfort-l'Amaury）は、フランス、イル＝ド＝フランス地域圏、イヴリーヌ県のコミューン。

## 地理
モンフォール＝ラモーリーはパリの45km西にあり、ランブイエの18km北、モンフォール＝ラモーリー平野の南部に位置する。ランブイエの森の北にある丘陵地帯である。

## 交通
- 道路 - 県道が7本通じている
- 鉄道 - モンフォール＝ラモーリー-メレ駅。トランジリアンN線が通じる。所在地は隣のコミューン、メレにある。

## 歴史

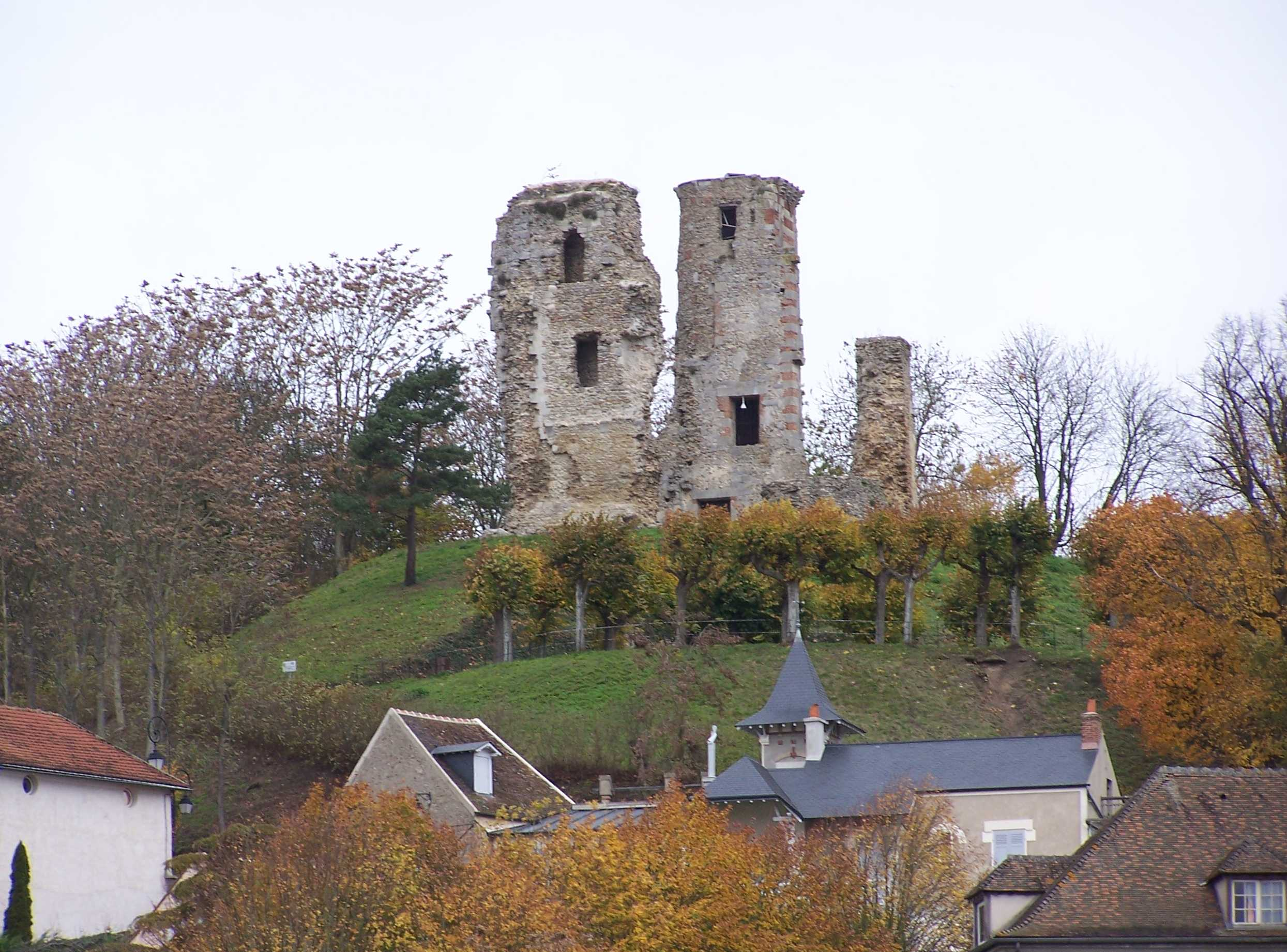
モンフォール城のダンジョンの廃墟。下に写る尖塔のある家はラヴェル博物館。

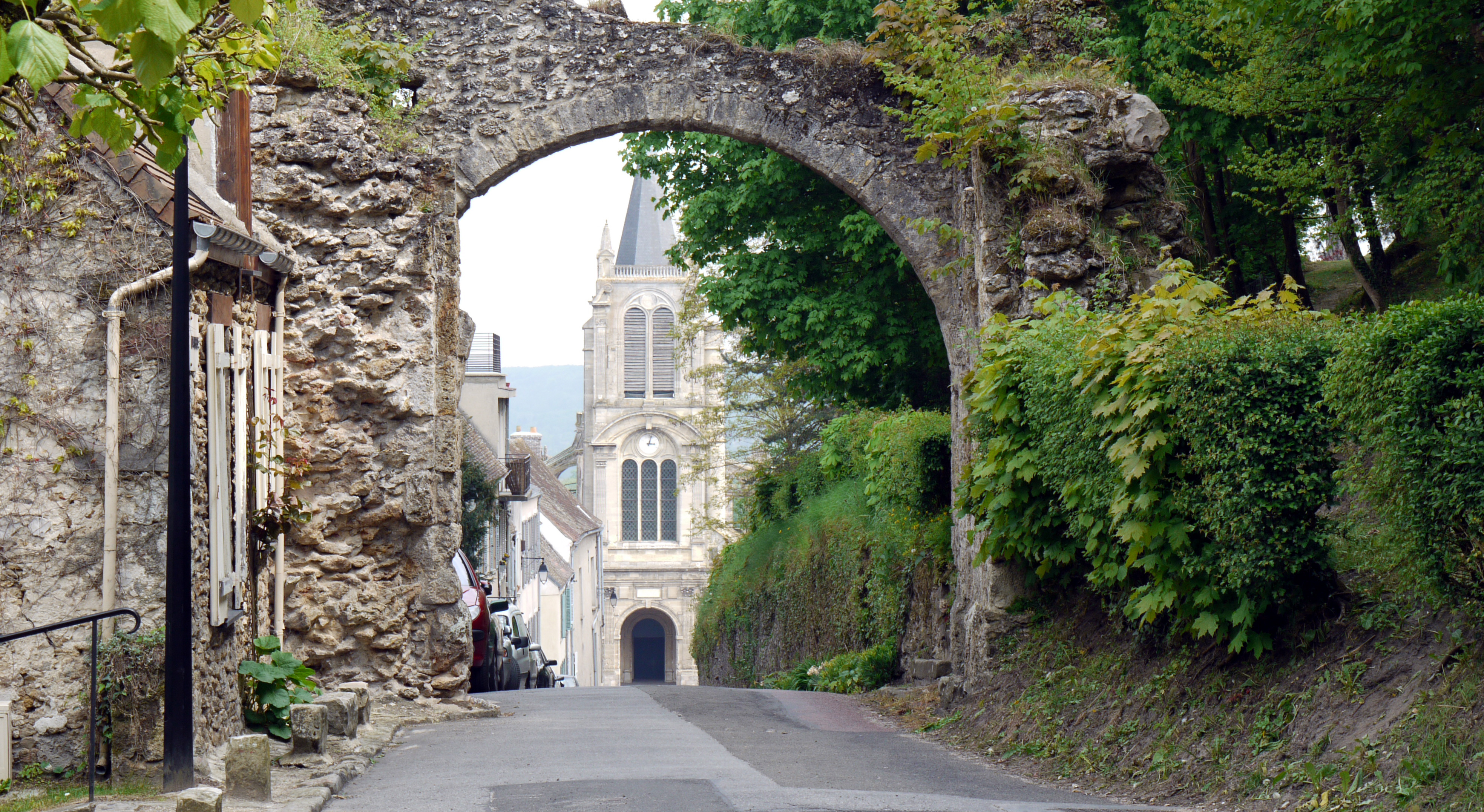
サン・ローラン通りの中世の門から教会をのぞむ

モンフォール＝ラモーリーとは、領主アモーリー1世に由来する。
フランス王ロベール2世は、996年にモンフォールの丘に城を建てた。
モンフォール＝ラモーリーは、領主ギヨーム時代の11世紀初頭からモンフォール家の牙城であった。彼の息子であるアモーリー1世が現在も名残をとどめる城壁を建設した。
モンフォール＝ラモーリー領は、シモン・ド・モンフォールの息子の同意を得て伯領となった。百年戦争中に城はイングランド軍に破壊されている。
1292年、モンフォール家はヨランドをブルターニュ公アルテュール2世へ嫁がせたことで、ブルターニュ公国とのつながりを持つことになった。1547年、女公アンヌの直系の嫡孫アンリ2世がフランス王位について、ブルターニュ公国はフランス王領になった。
フランス革命時代、一時的にコミューンはモンフォール＝ル＝ブリュテュス（Montfort-le-Brutus）と改名されていた。
1899年から1977年まで、まちではパルドン祭りが開催されていた。
間接的にモンフォール＝ラモーリーは、イギリス、レスターにあるドゥ・モントフォート大学（en）の語源となっている。大学名は13世紀に生きた第6代レスター伯でモンフォール＝ラモーリー家出身のシモン・ド・モンフォールからとられているからである。

## 人口統計
| 1962年 | 1968年 | 1975年 | 1982年 | 1990年 | 1999年 | 2006年 |
| ------ | ------ | ------ | ------ | ------ | ------ | ------ |
| 1887   | 2074   | 2319   | 2566   | 2651   | 3137   | 3076   |

参照元:1962年以前EHESS、1968年以降INSEE

## ゆかりの人物
- モーリス・ラヴェル - 16年あまりにわたってモンフォール＝ラモーリーに居住。晩年を過ごした家「ベルヴェデーレ（fr:Le Belvédère）」は現在モーリス・ラヴェル博物館として見学が可能である[4]。また、毎年10月に「ラヴェルの日」というイベントを開催している,[5]

## 姉妹都市
- ニッケニヒ、ドイツ